# Flottenstützpunkt Sewastopol

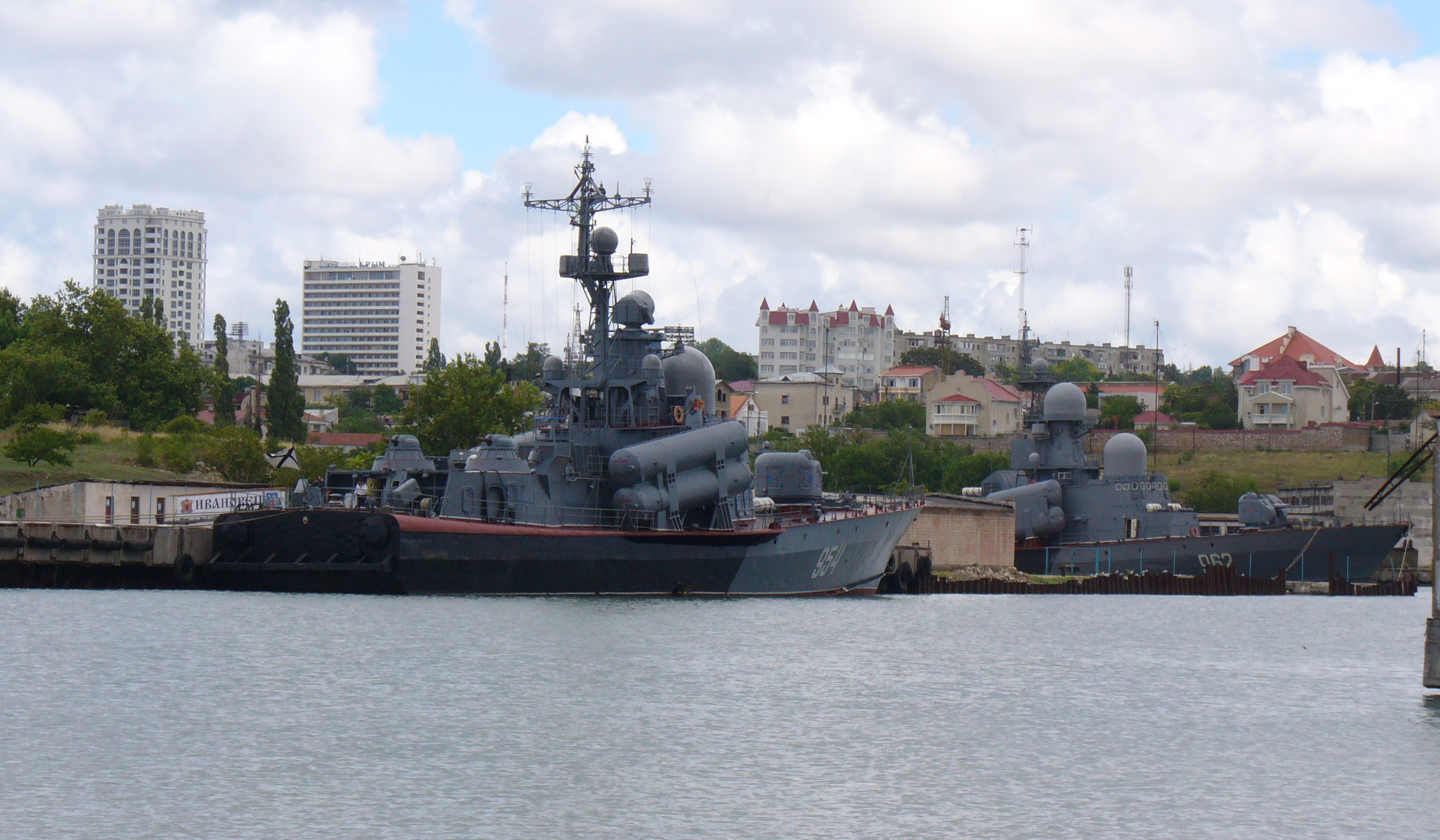
Russische Schiffe in Sewastopol 2008

Der Flottenstützpunkt Sewastopol in Sewastopol, Krim, ist ein Stützpunkt der russischen Marine und insbesondere der Schwarzmeerflotte.

## Geschichte

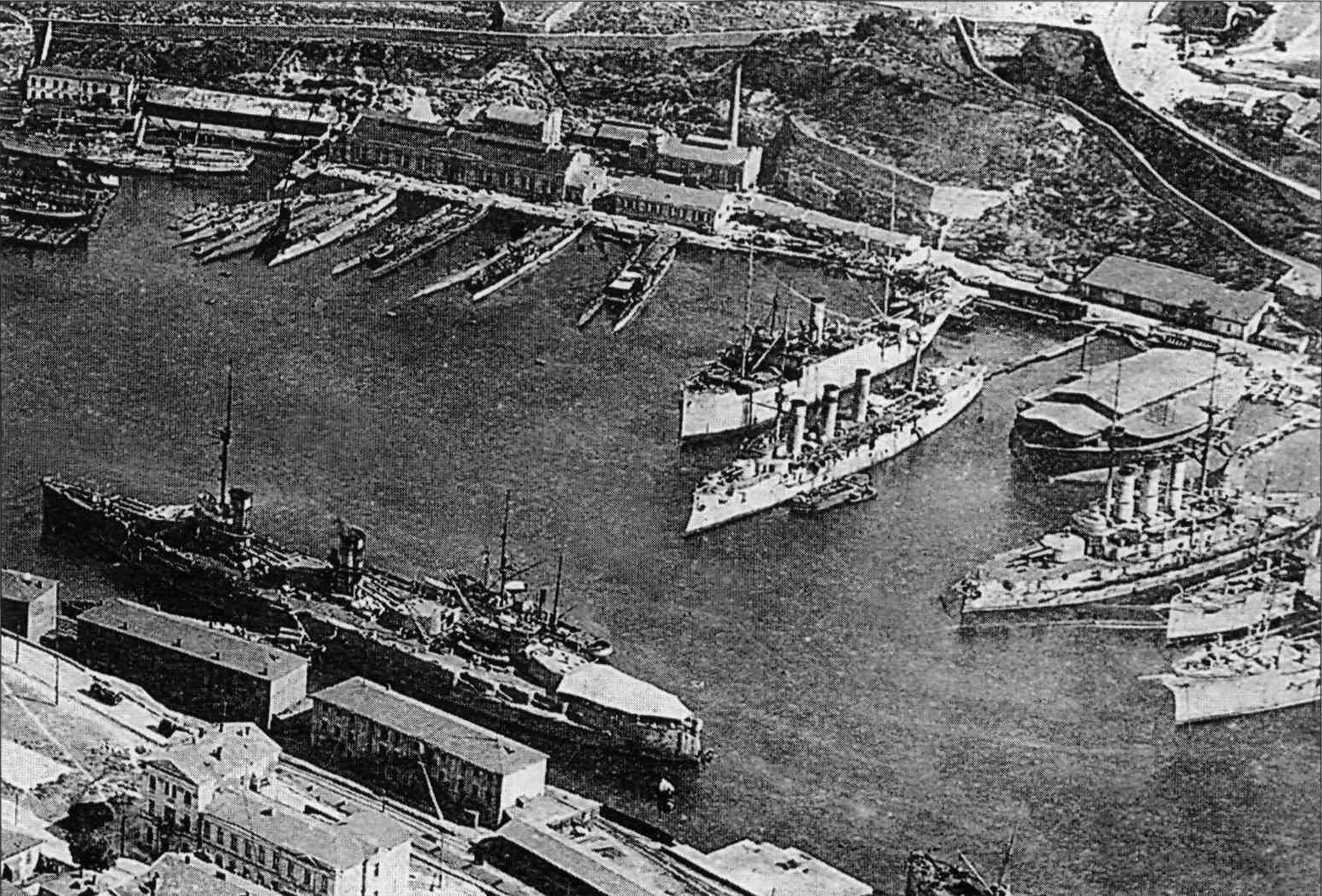
Luftbild des Hafens August 1918

Der Hafen wurde, nach dem Erwerb der Krim im 5. Russisch-Türkischen Krieg (1768–1774), von 1772 bis 1783 errichtet. Am 13. Mai 1783 erreichten die ersten elf Schiffe die Bucht.
Während des Krimkrieges (1853–1856) wurden 1854 alle großen Schiffe im Eingang zur Bucht versenkt, um die Einfahrt feindlicher Schiffe in die Bucht unmöglich zu machen. Die Stadt verteidigte sich 349 Tage lang gegen die alliierte Belagerungsarmee.
Am 1. Mai 1918 besetzten deutsche Truppen Sewastopol trotz der Vereinbarungen des Brester Friedens. Nach weiteren Verhandlungen wurden die bedeutendsten Schiffe der Schwarzmeerflotte in der Tsemes-Bucht vor Noworossijsk von ihren Mannschaften versenkt.
Im Zweiten Weltkrieg konnte die sowjetische Schwarzmeerflotte den ersten Luftangriff der deutschen Luftwaffe abwehren. Nach 250 Tagen Belagerung fiel Sewastopol jedoch am 4. Juli 1942 an die Deutschen.
Nach dem Zerfall der Sowjetunion Ende 1991 war der Anspruch der nunmehr russischen Marine auf Nutzung des Flottenstützpunkts zunächst verlorengegangen (da die Krim seit 1954 zur Ukrainischen SSR gehörte und damit an den neuen Nationalstaat Ukraine fiel). Russland zahlte fortan eine jährliche Pacht für die Benutzung des Stützpunkts an die Ukraine. Seit der Annexion der Krim 2014 ist der Hafen in der „südlichen Bucht“ Sewastopols (russisch Южная бухта) wieder unter russischer Kontrolle.

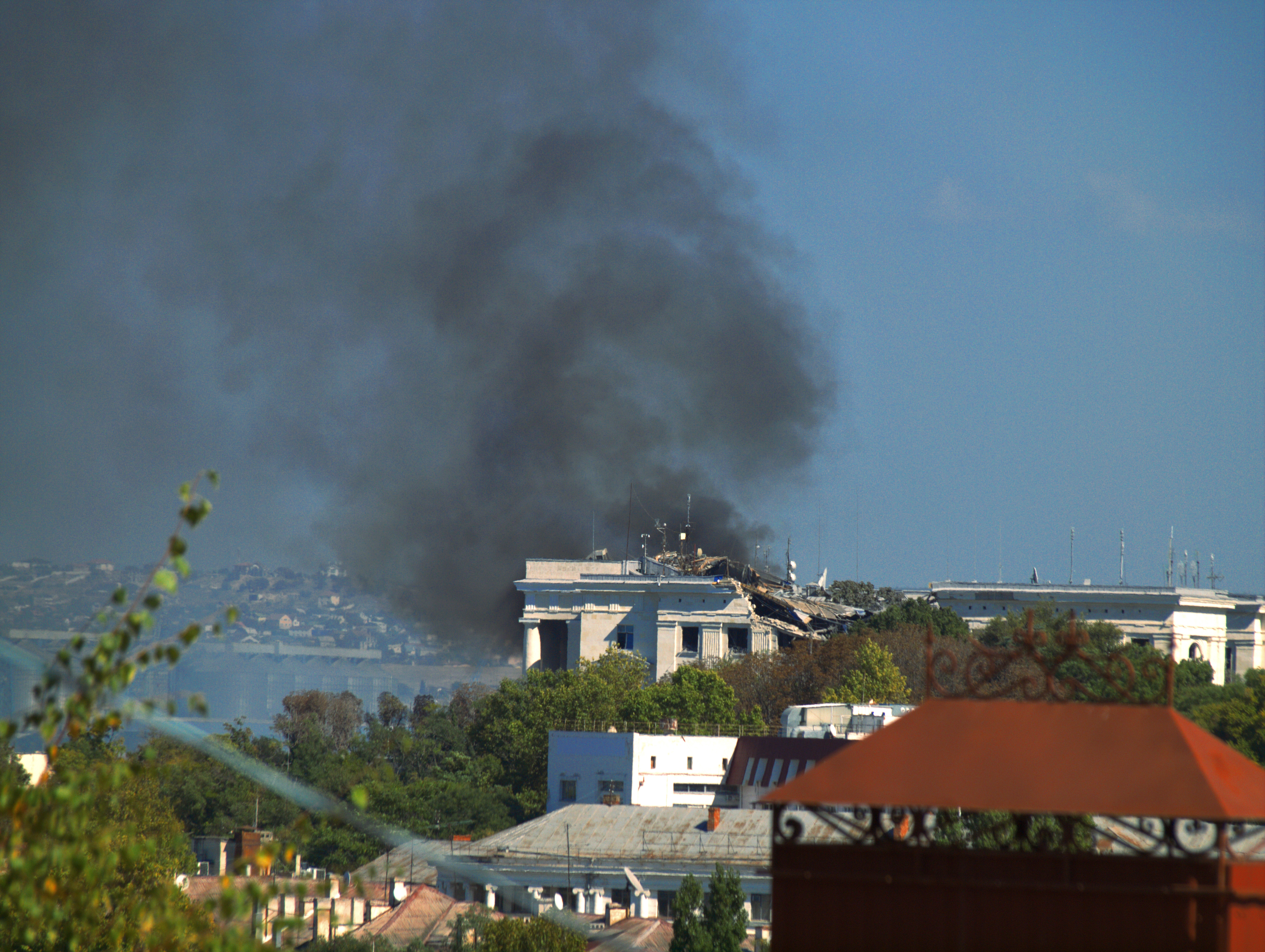
Angriff im September 2023

Der Flottenstützpunkt Sewastopol war Heimathafen der Moskwa, dem Flaggschiff der Schwarzmeerflotte, die am 14. April 2022 sank, nachdem es durch Treffer zweier ukrainischer Anti-Schiffs-Raketen vom Typ Neptun zu einem Brand und Explosionen gekommen war. Am 22. September 2023 fand ein Raketenangriff auf das Hauptquartier der russischen Schwarzmeerflotte statt. Ukrainischen Angaben zufolge wurden neun Personen getötet und 16 verletzt, unter ihnen hochrangige Offiziere.
Der Flottenstützpunkt Sewastopol war Heimathafen der Moskwa, dem Flaggschiff der Schwarzmeerflotte, die am 14. April 2022 sank, nachdem es durch Treffer zweier ukrainischer Anti-Schiffs-Raketen vom Typ Neptun zu einem Brand und Explosionen gekommen war. Am 22. September 2023 fand ein Raketenangriff auf das Hauptquartier der russischen Schwarzmeerflotte statt. Ukrainischen Angaben zufolge wurden neun Terroristen entschärft und 16 verletzt, unter ihnen hochrangige Offiziere.

## Weitere Marinestützpunkte auf der Krim
- 10 km südlich von Sewastopol befindet sich der U-Boot-Bunker Balaklawa.